# USS Belleau Wood (CVL-24)
El USS Belleau Wood (CV-24/CVL-24) fue un portaaviones ligero de la clase Independence. Fue asignado en la US Navy en 1943 y combatió en la Segunda Guerra Mundial. Fue transferido a Francia en 1953 cambiándose su nombre a Bois Belleau (R97).

## Construcción
Originalmente fue autorizado como un crucero ligero de la clase Cleveland —designado USS New Haven (CL-76)— pero en 1942 cambió a portaaviones de la clase Independence. Fue colocada su quilla en 1941, fue botado su casco en diciembre de 1942 y fue asignado en marzo de 1943. En julio de 1943 su numeral cambió de CV-24 a CVL-24.

## Historia de servicio

### US Navy
Su historial de combate comenzó con la invasión de Baker Island en septiembre de 1943, seguida de ataques aéreos contra Tarawa y la Isla de Wake. Integrado en la Task Force 50 participó en la toma de las Gilbert entre noviembre y diciembre. Durante las operaciones un bombardero japonés estuvo a punto de alcanzarlo con un torpedo. 
En enero de 1944 tomó parte en el ataque contra Kwajalein con la Task Force 58 acompañando a los grandes portaaviones de la flota. El mes siguiente la agrupación atacó Truk, Saipán y Tinian donde se destruyeron más de 200 aviones enemigos. Tras reabastecerse en Majuro, tomó rumbo sur a Espíritu Santo donde se estaba concentrando la flota para el ataque contra las Carolinas Occidentales en marzo del 44. En el ataque contra Palau sus aviones derribaron tres aviones enemigos, hundieron un carguero y un minador y destruyeron un hangar. La agrupación continuó hacia Hollandia en Nueva Guinea para apoyar las fuerzas del general MacArthur.
Las operaciones previas a la toma de las Marianas comenzaron en junio y el Belleau Wood estuvo presente en el llamado Tiro al pichón de las Marianas donde se derribaron más de 350 aviones japoneses. En los días siguientes la Task Force 58 entabló combate en la Batalla del Mar de Filipinas donde los aviones torpederos del Belleau Wood alcanzaron y hundieron al portaaviones IJNS Hiyo. A fines de mes el portaaviones regresó a Pearl Harbour para mantenimiento. 
Tras reunirse con la flota, participó en la toma de Guam. Tras esta operación la Task Force 58 fue transferida a la recién creada Tercera Flota como Task Force 38. En octubre de 1944 combatió en la Batalla del Golfo de Leyte donde contribuyó al hundimiento de los portaaviones del almirante Ozawa y tres cruceros de la flota del almirante Kurita. El 30 de octubre un avión suicida impactó en la cubierta posterior del Belleau Wood provocando incendios. Tras luchar con el carburante ardiendo y las explosiones de las municiones durante horas, se contaron 92 muertos y desaparecidos. El navío fue llevado primero a Ulithi y luego a San Francisco.
Tras ser reparado, volvió a unirse a combate en enero de 1945, para tomar parte en incursiones contra las islas principales japonesas. El 24 de marzo sus aviones hundieron en dos ataques a un convoy enemigo de dos destructores y tres cargueros en la zona de Okinawa. 
Tras la guerra, formó parte de la Operación Alfombra Mágica que repatrió a miles de tropas estadounidenses hasta fines de enero de 1946. El navío recibió la Citación Presidencial y doce estrellas de combate durante la Segunda Guerra Mundial. Atracado en San Francisco, pasó a la reserva el 13 de enero de 1947 y se transfirió a Francia dentro del Programa de Ayuda y Defensa Mutua siendo rebautizado Bois Belleau. En septiembre de 1960 volvió a propiedad norteamericana hasta su desguace en 1962.

### Marine Nationale
El USS Belleau Wood fue transferido a la Marine Nationale (Francia) en 1953 cambiándose su nombre a Bois Belleau (R97). Fue devuelto a la US Navy en 1960 y posteriormente retirado.
En el período inmediato de la posguerra la aviación naval francesa solo tenía un escaso número de aviones, cazas Seafire Mk.III y bombarderos Douglas SBD Dauntless. La Armada francesa estaba dotada de buques envejecidos, parte de ellos procedentes de la ayuda aliada (203 buques recibidos en virtud de los acuerdos de préstamo y arrendamiento y ayuda mutua) y buscaba desesperadamente un portaaviones.
Las condiciones industriales y financieras hacían imposible la construcción de un nuevo portaviones en Francia. Se estudiaron alternativas, que serían todas abandonadas: la transformación del transporte de hidroaviones Command Teste en un portaaviones de escolta, la restauración del Bearn, la transformación del inacabado acorazado Jean Bart en un portaaviones. Sin embargo, la Armada quería tener un portaaviones para recuperar su prestigio, y Francia con él. Se comenzó a trabajar en dos portaaviones ligeros, pero la magnitud de la destrucción y las finanzas en ruinas rápidamente hicieron que se impusiera la realidad y se acudiera a Gran Bretaña y EE. UU. En el marco de la OTAN Francia debía proporcionar dos o tres grupos Hunter Killer de guerra antisubmarina. Los portaviones cedidos eran el núcleo de esos grupos.
El Bois Belleau fue transferido a Francia el 5 de septiembre de 1953 en Alameda. Inicialmente hasta el fin de la guerra de Indochina, luego durante cinco años. El tránsito a Francia se utilizó para transportar aviones Grumman Avenger de Norfolk a Bizerta.
Admitido en servicio activo el 23 de diciembre de 1953, embarcó aviones Hellcat y Helldiver para Indochina y 32 cazas Dassault Ouragan que entregaría a la fuerza aérea india en Bombay. El Bois Belleau llegó al Golfo de Tonkin el 3 de mayo. Desembarcó a los Hellcat del 11F y Helldiver del 3F que intervinieron hasta mayo en Diên-Biên-Phu.
Después de estar en Hong Kong de mayo a julio se unió al portaviones Arromanches en el Golfo de Tonkin. Embarcó los aviones Corsair del 14F, que operaron en la región de Hue y Dong Hoï. Tras el alto el fuego de agosto de 1954 se realizaron rotaciones entre Da Nang y el cabo Saint Jacques, evacuando a unos 6000 refugiados y contribuyendo a la evacuación final de Tonkin. El buque está de vuelta en Toulon el 16 de diciembre de 1954.
Se aprovechó el final de la misión en Indochina para pasar por un período de reacondicionamiento y modernización. A continuación el Bois Belleau participó durante tres años en todos los principales ejercicios nacionales y de la OTAN en el Mediterráneo. En mayo de 1957 se desplazó a Hampton Roads con el crucero De Grasse, para participar en la revista naval del bicentenario de la Marina de los Estados Unidos. Entre febrero Y marzo de 1958 lanzó ataques aéreos y misiones de apoyo aéreo cercano en Argelia.
Después de seis misiones de transporte de aeronaves entre Norfolk y Francia fue devuelto a la Marina de Estados Unidos el 12 de septiembre de 1960. Fue desmantelado en 1961 y 1962. El Bois Belleau navegó 183.216 millas náuticas bajo bandera francesa.